# El Pueblito, delstaten Mexiko
El Pueblito är en ort i kommunen Luvianos i delstaten Mexiko i Mexiko. Samhället hade 590 invånare vid folkräkningen år 2020.